# Марш миру (Росія, 2014)
Марш ми́ру та волі (рос. Марш мира и свободы) — низка антивоєнних акцій протесту, що відбулися 15 березня та 21 вересня 2014 року у великих містах Росії.

## 15 березня
Багатотисячний Марш миру проходив у Москві, Санкт-Петербурзі, Єкатеринбурзі, Самарі, Магадані, спрямований проти військової агресії президента Росії Володимира Путіна щодо України, нагнітання ненависті, закриття вільних ЗМІ. Кількість учасників у Москві оцінювалась від 10 тисяч до 50 тисяч (така кількість була офіційно заявлена). Учасники йшли з прапорами Росії та України, скандували «Украина, мы с тобой» та «Нет войне». Відомий музикант Андрій Макаревич заявив журналістам з телеканалу «Дождь», що прийшов на Марш проти того, щоб «завтра проснуться в стране, которая находится в состоянии войны, а в состоянии войны с Украиной — я просто себе представить даже не могу». Від самого початку мітинг мав стосунок лише щодо відношення до України, але пізніше опозиціонер Навальний проголосив, що протести повинні затронути тематику тиску на російські ЗМІ.
Паралельно акції протесту проходила акція Сергія Кургіняна, яка навпаки підтримувала діяльність Путіна та анексію Криму. Вона розпочалась на Трубній площі. Учасники цієї акції йшли за маршрутом Неглинна вулиця — Рахмановський провулок — Петровка — площа Революції, який проходив поперек руху маршу у районі Трубної площі. Але на відміну від Маршу мира, ця акція була організована провладними силами, про що говорить її рівень організації.

### Хронологія
Хронологія Маршу миру у Москві:
- 12:16 — розпочалась хода від Пушкінської площі. Вихід до Петрівки був перекритий огорожею та прибиральною технікою. Поліція слідкує за порядком. У ході взяли участь учасники організацій та партій «Солидарность», «Партия прогресса» Олексія Навального (колишній «Народный альянс»), анархісти, активісти «Демократического выбора»
- 13:00 — початок мітингу на проспекті Академіка Сахарова
- 13:03 — в Новопушкінському сквері розпочався мітинг православних за приєднання Криму до Росії, організаторами якого виступив Союз православних хоругвеносців
- 13:13 — з Цвітного бульвару стартувала пропутінська колона Сергія Кургіняна, у якій беруть участь Ольга Костіна та її чоловік Костянтин Костін
- 13:17 — художники з артгрупи «Партия имени Гаусса» роздають туалетний папір, на якому надруковані одіозні закони останнього року
- 13:26 — колона рухається в бік Петрівського бульвару, на чолі колони Борис Нємцов та Ілля Яшин з банером «За Россию и Украину без Путина»
- 13:52 — почався мітинг Кургіняна біля готелю «Метрополь»
- 13:56 — Марш піднімається на пагорб уздовж Різдвяного бульвару

- 14:27 — колона підійшла до проспекту Академіка Сахарова, де почався мітинг. Кінець колони лише минув Трубну площу
- 14:39 — на сцені грає пісня гурту «Океан Ельзи» «Я не здамся без бою». мітинг ведуть Петро Царьков з «Партії 5 грудня» та Олександр Риклін, головний редактор «Ежедневного журнала», сайт якого був заблокований
- 14:55 — виступив журналіст Ігор Яковенко зі словами «До того, как в Украину вошли войска, нашы братские страны подвергались бомбардировке телевизионных войск Путина. Вместе с Путиным ответственность несут Эрнст, Добродеев, Кулистиков, Киселев… Никто не пытал этих людей, заставляя врать о том, что власть в Украине захватили фашисты. Благодаря этим людям наша страна сползает из авторитарного режима в тоталитарный» та «Что делать? Ответ простой: объединяться. Наши журналисты очень не любят слово „профсоюз“ — думаю, услышав его, Евгения Альбац достанет пулемет, — но другого способа противостоять цензуре, кроме объединения журналистов, нет. И мы еще можем вместе противостоять сползанию страны в диктатуру»
- 15:08 — виступив Тарас Козак — інвестиційний банкір та Начальник штабу 40-й сотні Самооборони Майдану. Він запросив росіян до Києва, у Карпати та на Галичину, пояснив про ситуацію в Україні [9].
- 15:14 — пом'янули хвилиною мовчання Небесну сотню
- 15:23 — виступив Ілля Яшин зі словами «Путин снова раскалывает нашу страну. Нас сталкивают лбами с братским народом, стравливают друг с другом. Говорят: Путин создает сильную Россию. Но с чем сила, брат? Агрессивная страна, претендующая на чужую — разве такой должна быть сильная Россия?» та «Путин закладывает бомбу в нашу страну. Может кончиться так, как с Союзом. И наша историческая миссия — защитить Россию от развала»[10]
- 15:34 — виступив Сергій Давідіс про переслідування опозиційних політиків, про домашній арешт Навального, закриття телеканалу «Дождь» та сайту «Лента.ру»
- 15:39 — виступила Марієтта Чудакова зі словами «Как историк я знаю: исторический процесс движется так, что порой народу не остается другой возможности сместить власть, которая над ним издевается, кроме революции. Это получилось у Украины. Получилось очень дорогой ценой, ценой почти ста молодых жизней. Мы не можем допустить, чтобы эти жертвы оказались напрасны, мы не можем способствовать подавлению этой свободы»
- 15:45 — виступив Аркадій Бабченко, військовий журналіст, зі словами «Я устал от этих войн. 15 лет в России идут гробы с мальчишками. Они собираются воевать не своими детьми, а нашими. После Грузии я годами чувствовал запах сожженных людей во всем — в зубной пасте, в стакане водки, в собственном ребенке. Мы не должны этого допустить, потому что это — страшно»
- 15:52 — виступив Микола Ляскін, соратник Навального зі словами «Спасибо вам, вы показали и Москве, и всему миру, что не все поддаются на пропаганду. А пропаганда усиливается. Видим, как закрываются свободные СМИ. Спасибо журналистам телеканала „Дождь“, работникам „Ленты. Ру“. Теперь от вас зависит распространение информации. Вы все теперь коллективные работники „Ленты. Ру“, вы коллективные Навальные. От вас зависит, узнают ли правду другие люди»
- 15:55 — виступали Марія Альохіна та Надія Толоконнікова із гурту Pussy Riot зі словами «Мы собрались здесь за мир, это самый честный лозунг, который существовал в истории»
- 16:05 — виступив Роман Доброхотов, лідер «Демократичного вибору», зі словами «Это война цивилизации с дикостью. Путин любит титушек, а они — Путина. Да и сам Путин — титушка международного масштаба! Им не нужна свобода, им надо чтобы их немного подкармливали. Но есть одна проблема — это мы с вами!»
- 16:14 — оголосили про аплодування стоячи депутатів Верховної Ради та лозунги «Росія, вставай»
- 16:18 — прийнято резолюцію мітингу з вимогою вивести війська з України, перестати втручатись у внутрішню політику країни та дотримуватись міжнародних договорів.

Також виступила Світлана Ганнушкіна, голова комітету «Гражданское содействие».
|  |
|  |

|  |
|  |

|  |
|  |

|  |
|  |

|  |
|  |

|  |
|  |

|  |
|  |

|  |
|  |

У Санкт-Петербурзі біля казанського собору проходить неофіційний мітинг проти анексії Криму Росією. Мітингувальників оточив ОМОН, одного було затримано за підозрою у провокаціях.

## 21 вересня
21 вересня в Міжнародний день миру в Москві, Санкт-Петербурзі були проведені багатотисячні Марші миру проти військової агресії Росії проти суверенітету України. Проте в деяких містах, наприклад, Новосибірську та Томську демонстрації було розігнано тітушками і поліцейськими. В цілому заходи пройшли спокійно і організовано. Російська влада удала, що ніяких маршів не було. Про марші повідомляли, в основному, недержавні ЗМІ, такі як Дождь, Ехо Москви. Більшість ру-ЗМІ не подали розгорнутої інформації. Так рбк навіть на 23:25 за київським часом подавав інформацію такою, що ще тільки плануються марші, а через 3 доби подавав інформацію, акцентуючи інформацію на значно меншому і не такому вдалому марші у Петербурзі. Також паралельно до маршів миру були організовані ходи прихильників за Новоросію. За різними даними на Марші в Москві було від 5 000 до 200 000 чоловік, в залежності від підрахунків — провладні органи подавали занижені оцінки, опозиційні політики — завищені. Реальні цифри десь посередині — 20-50 000 чоловік.
|  |
|  |

|  |
|  |

|  |
|  |

|  |
|  |

|  |
|  |

|  |
|  |

|  |
|  |

|  |
|  |